# Medalla de Waterloo (Brunswick)
La Medalla de Waterloo era una medalla de campaña del Ducado de Brunswick. La medalla fue concedida a tropas y oficiales de Brunswick que participaron en las batallas de Quatre Bras y Waterloo. 

## Apariencia
La medalla es redonda y hecha de material de bronce capturado de cañones franceses, las medallas para oficiales fueron doradas. Esta medalla es de 34 mm de diámetro. El anverso, en un perfil hacia la izquierda, el caído Duque de Brunswick, Federico Guillermo. Alrededor del borde se halla la inscripción, en letra germana, FRIEDRICH WILHELM HERZOG. El reverso de la medalla lleva la fecha 1815 en el centro, rodeado por una corona de hojas de roble y laurel. Alrededor de la corona se halla la inscripción Braunschweig Seinen Kriegern (Brunswick a sus guerreros) encima, y Quatrebras und Waterloo abajo. La medalla está suspendida por un clip y un anillo de acero añadido a la cinta de 38 mm de anchura. La cinta es amarilla con franjas azules de 9,5 mm de anchura.

## Otras Medallas de Waterloo
Cinco naciones de la Séptima Coalición acuñaron medallas para soldados que tomaron parte en la campaña:
1. Esta medalla para las tropas de Brunswick
2. Medalla de Waterloo para tropas británicas y de la Legión germana del rey
3. Medalla de Waterloo de Hannover
4. Medalla de Waterloo de Nassau
5. Medalla de Waterloo de Prusia